# Ланте Монтефельтро делла Ровере, Антонио
Антонио Ланте Монтефельтро делла Ровере (итал. Antonio Lante Montefeltro della Rovere; 17 декабря 1737, Рим, Папская область — 23 октября 1817, там же) — итальянский куриальный кардинал. Кардинал in pectore с 8 марта 1816 по 28 июля 1817. Кардинал-священник с 28 июля 1817, с титулом церкви Санти-Кирико-э-Джулитта с 1 октября по 23 октября 1817.

## Биография
Единокровный брат кардинала Алессандро Ланте Монтефельтро делла Ровере.